# サウダージ・ブラジレイラ
ブラジリアン・ミュージックコレクション サウダージ・ブラジレイラ（Saudade brasileira）はユニバーサル・ミュージックが発売した、ボサノヴァ/MPBの復刻・リマスタリングCDのシリーズである。vol.1 - 45まで発売された。現在は少しずつだが廃盤も出始めている。

## 特徴
オリジナル盤レコードが、日本国内で販売されておらず中々入手が難しい。もしくはプレミアがついている作品などを比較入手しやすくなっている。例として、日本初CD化や世界初CD化などが有り、オリジナルジャケット使用などもある。マスタリング方法としてDSD (Direct Stream Digital) マスタリングを採用。世界中で現在もっともボサノヴァの入手が容易な国、日本らしい企画である。尚、価格も抑えられており、vol.1 - 10は各2,243円（税抜き2,136円）、vol.11 - 45は各2,141円（税抜き2,039円）とリーズナブルになっている。

## ディスコグラフィー
ここではすべて日本語で記す。発売は全てユニバーサル。
- vol.1 - ジョルジ・ベン ｢サンバ・エスケーマ・ノーヴォ｣ 型番PHCY-3001 世界初CD化
- vol.2 - ガル・コスタ ｢インディア｣ 型番PHCY-3002
- vol.3 - ガル・コスタ ｢カンタール｣ 型番PHCY-3003 日本初CD化
- vol.4 - ナラ・レオン ｢ナラと素晴らしき仲間たち｣ 型番PHCY-3004 世界初CD化
- vol.5 - ナラ・レオン ｢五月の風｣ 型番PHCY-3005 世界初CD化
- vol.6 - マリア・ベターニア ｢アリバイ｣ 型番PHCY-3006 世界初CD化
- vol.7 - カエターノ・ヴェローゾ他 ｢ブラジル・ナイト IN モントレー1983｣ 型番PHCY-3007 世界初CD化
- vol.8 - 映画｢イパネマの娘｣ OST 型番PHCY-3008 世界初CD化
- vol.9 - 映画｢花嫁のヴェール｣ OST 型番PHCY-3009 世界初CD化
- vol.10 - 映画｢ファブローゾ・フィッティ・パルディ｣ OST 型番PHCY-3010 世界初CD化
- vol.11 - ジルベルト・ジル ｢1967 〜ロウバサォン｣ 型番UICY-1028 デジタル・リマスター
- vol.12 - ジルベルト・ジル ｢1968 〜日曜日の公園で｣ 型番UICY-1029 デジタル・リマスター
- vol.13 - ジルベルト・ジル ｢1969 〜セレブロ・エレトローニコ｣ 型番UICY-1030 デジタル・リマスター
- vol.14 - ジルベルト・ジル ｢1971 〜イン・ロンドン｣ 型番UICY-1031 デジタル・リマスター
- vol.15 - ジルベルト・ジル ｢1972 〜エスプレッソ2222｣ 型番UICY-1032 デジタル・リマスター
- vol.16 - ジルベルト・ジル ｢1974 〜ライヴ｣ 型番UICY デジタル・リマスター
- vol.17 - クラウデッチ・ソアレス ｢No.3｣ 型番UICY-3076 世界初CD化
- vol.18 - ジョイス ｢ジョイス｣ 型番UICY-3077 世界初CD化
- vol.19 - トリオ・モコトー ｢ムイタ・ゾーハ！｣ 型番UICY-3079 世界初CD化
- vol.20 - ナラ・レオン ｢ナラが自由を歌う｣ 型番UICY-3080 世界初CD化
- vol.21 - ジョルジ・ベン ｢ベン・サンバ｣ 型番UICY-3153 世界初CD化
- vol.22 - ジョイス ｢約束の時間｣ 型番UICY-3154 世界初CD化
- vol.23 - ナラ・レオン ｢私の初恋｣ 型番UICY-3155 世界初CD化
- vol.24 - エミリオ・サンチアゴ ｢コミーゴ・エ・アッシン｣ 型番UICY-3156 世界初CD化
- vol.25 - クラウデッチ・ソアレス ｢クラウデッチ｣ 型番UICY-3157 世界初CD化
- vol.26 - ウィルソン・ダス・ネヴィス ｢サンバ・トロビ｣ 型番UICY-3158 世界初CD化
- vol.27 - ジョアン・ドナート ｢ルガール・コムン｣ 型番UICY-3159 世界初CD化
- vol.28 - イヴァン・リンス ｢僕は誰？｣ 型番UICY-3160 世界初CD化
- vol.29 - 映画｢プロッシマ・アトラサォン｣ OST 型番UICY-3161 世界初CD化
- vol.30 - 映画｢ピグマリオン70｣ OST 型番UICY-3162 世界初CD化
- vol.31 - エリス・レジーナ ｢サンバ・エウ・カント・アッシン+1｣ 型番UICY-3504 デジタル・リマスター
- vol.32 - エリス・レジーナ ｢コモ・イ・ボルケ+4｣ 型番UICY-3505 デジタル・リマスター
- vol.33 - エリス・レジーナ ｢エリス1972+1｣ 型番UICY-3506 デジタル・リマスター
- vol.34 - エリス・レジーナ&アントニオ・カルロス・ジョビン ｢エリス&トム｣ 型番UICY-3507 デジタル・リマスター
- vol.35 - エリス・レジーナ ｢イン・ロンドン｣ 型番UICY-3508 デジタル・リマスター
- vol.36 - ナラ・レオン ｢素晴らしきボサノヴァのミューズ｣ 型番UICY-3519 デジタル・リマスター
- vol.37 - カエターノ・ヴェローゾ&ガル・コスタ ｢ドミンゴ｣ 型番UICY-3520 デジタル・リマスター
- vol.38 - ジョルジ・ベン ｢トロピカル！｣ 型番UICY-3521 世界初CD化
- vol.39 - オス・ガトス ｢オス・ガトス｣ 型番UICY-3522 世界初CD化
- vol.40 - バーデン・パウエル ｢ア・ヴォンタージ｣ 型番UICY-3523 オリジナル・ジャケット
- vol.41 - ジョアン・ドナート ｢ボッサ・ムイト・モデルナ｣ 型番UICY-3524 日本初CD化
- vol.42 - グラシーニャ・レポラーセ ｢グラシーニャ｣ 型番UICY-3525 世界初CD化
- vol.43 - ホジーニャ・ジ・ヴァレンサ ｢アブレゼンタンド｣ 型番UICY-3526 世界初CD化
- vol.44 - ホナウド・メスキータ ｢ブラジル72｣ 型番UICY-3527 世界初CD化
- vol.45 - ナラ・レオン ｢ナラ1967｣ 型番UICY-3528 世界初CD化